# Paul H. Welte
Paul H. Welte OP, auch Heribert Welte, (* als Paul Welte am 28. Oktober 1930 in Freiburg im Breisgau; † 4. Februar 2017 in Augsburg) war ein deutscher Ordensgeistlicher und Theologe.

## Leben
Paul Welte wuchs in Freiburg im Breisgau auf. Er erlebte den Bombenangriff auf Freiburg am 27. November 1944 und half beim Wiederaufbau des Freiburger Münsters. Am 8. Februar 1945 wurde er bei einem Luftangriff verschüttet.
Nach seinem Abitur 1950 trat Welte der Ordensgemeinschaft der Dominikaner bei und empfing nach seinem Studium der Theologie und Philosophie die Priesterweihe. Im Jahr 1974 wurde er an der University of California, Berkeley mit einer Dissertation zum Thema Die Heilsbedürftigkeit des Menschen. Anthropologische Vorfragen zur Soteriologie zum Dr. theol. promoviert.
Er lehrte über 30 Jahre Katholische Theologie und Systematische Theologie an der Fu-Jen-Universität in Taipeh in Taiwan und in der Volksrepublik China. Zuletzt lebte er im Dominikanerkloster Heilig Kreuz in Augsburg.

## Schriften
- Die Heilsbedürftigkeit des Menschen, Herder 1976, ISBN 978-3-451-17647-0
- Ins Böse verstrickt : Versuch einer Neuinterpretation der Erbsündenlehre, Lit 2009, ISBN 978-3-643-10137-2
- Erlösung – wie und wovon?: Was Christen unter Heil verstehen, Pustet 2012, ISBN 978-3-7917-2422-5